# بوسان
بوسان (بالكورية: 부산) هي مدينة وميناء كبير يقع في جنوب جمهورية كوريا. تعد مدينة بوسان ثاني أكبر مدن كوريا الجنوبية بعد سول، ويبلغ عدد سكانها حوالي 3.7 مليون نسمة. كانت بوسان العاصمة المؤقتة لكوريا الجنوبية في أثناء الحرب الكورية. استضافت المدينة العديد من الأحداث العالمية مثل الاجتماعات السنوية للتعاون الاقتصادي الآسيوي الباسيفي (APEC) في عام 2005، كما استضافت أحداثاً رياضية مثل بطولة كأس العالم لكرة القدم 2002 ودورة الألعاب الآسيوية 2002، كما طلبت المدينة في عام 2005 استضافة دورة الألعاب الأولمبية الصيفية لعام 2020. المدينة مقسمة لستة أقسام إدارية.

## التقسيم الإداري
في عام 1957 بُنيت بوسان على نظام تقسيم  مع إحداث  6 أحياء gu: Busanjin-gu, Dong-gu, Dongnae-gu, Jung-gu, Seo-gu, و Yeongdo-gu.
اليوم, بوسان مقسمة إلى 15 gu (أحياء) و 1 gun (محافظة).
| التقسيم        | كورية              | مساحة (km²) | السكان  |
| -------------- | ------------------ | ----------- | ------- |
| حي بوك         | 북구; 北區         | 39.44       | 313,553 |
| منطقة بوسانجين | 부산진구; 釜山鎭區 | 29.69       | 398,174 |
| منطقة دونغ     | 동구; 東區         | 9.78        | 102,859 |
| منطقة دونجناي  | 동래구; 東萊區     | 16.63       | 283,636 |
| منطقة جانجسيو  | 강서구; 江西區     | 180.24      | 66,269  |
| منطقة كومجيونغ | 금정구; 金井區     | 65.17       | 257,662 |
| منطقة هايونداي | 해운대구; 海雲臺區 | 51.46       | 429,477 |
| حي جونغ        | 중구; 中區         | 2.82        | 50,555  |
| منطقة نام      | 남구; 南區         | 26.77       | 301,904 |
| حي ساها        | 사하구; 沙下區     | 40.96       | 362,697 |
| منطقة ساسانج   | 사상구; 沙上區     | 36.06       | 261,673 |
| مقاطعة سيو     | 서구; 西區         | 13.88       | 127,068 |
| منطقة سويونغ   | 수영구; 水營區     | 10.20       | 179,208 |
| منطقة يونغدو   | 영도구; 影島區     | 14.13       | 148,431 |
| منطقة يونجي    | 연제구; 蓮堤區     | 12.08       | 213,453 |
| مقاطعة جيجانج  | 기장군; 機張郡)    | 218.04      | 103,762 |

### الجامعات مع مدارس التخرج
- جامعة بوسان للدراسات الأجنبية (BUGS)
- جامعة بوسان جانجسين
- جامعة بوسان الوطنية للتعليم
- جامعة بوسان الكاثوليكية
- جامعة دونغميونغ
- جامعة دونغ سيو
- جامعة دونغ- أ
- جامعة دونغ-إيوي
- جامعة إنجي - حرم بوسان الجامعي
- جامعة كوسين
- جامعة كوريا البحرية
- جامعة كيونغسونغ
- جامعة بوكيونغ الوطنية (PKNU)
- جامعة بوسان الوطنية (PNU)
- جامعة سيلا
- جامعة يونغسان

### المعاهد الأخرى لتعليم العالي
- كلية الفنون في بوسان
- كلية بوسان لتكنولوجيا المعلومات
- كلية بوسان كيونغسانغ
- كلية بوسان للفنون التطبيقية
- كلية ديدونغ
- كلية دونج بوسان
- كلية دونجو
- المعهد الكوري لتكنولوجيا البحار والمصايد

## توأمة
لبوسان اتفاقيات توأمة مع كل من:
- فلاديفوستوك
- تيخوانا
- كاوهسيونغ
- لوس أنجلوس
- شيمونوسيكي
- برشلونة
- ريو دي جانيرو
- فوكوكا
- شانغهاي (1993 - )
- سورابايا (10 نوفمبر 1994 - )
- أوكلاند
- فالبارايسو
- مونتريال
- إسطنبول
- إمارة دبي
- شيكاغو
- مانيلا
- الدار البيضاء
- سانت بطرسبرغ
- بانكوك (11 يوليو 2011 - )
- سلانيك
- ناغاساكي (25 مارس 2014 - )
- دبي (2006 - )
- Jiulongpo, Chongqing [الإنجليزية]‏
- بينزا (2006 - )

## أعلام
- لي جون غي
- جيمين
- جونغ كوك
- تشو جين هو
- تشارلز بيدرسن
- دانيال داي كيم
- سولي
- بارك جيمين

## وصلات خارجية
- الموقع الرسمي